# Saint-André-de-Majencoules
Saint-André-de-Majencoules – miejscowość i gmina we Francji, w regionie Oksytania, w departamencie Gard.
Według danych na rok 1990 gminę zamieszkiwały 564 osoby, a gęstość zaludnienia wynosiła 26 osób/km² (wśród 1545 gmin Langwedocji-Roussillon Saint-André-de-Majencoules plasuje się na 487. miejscu pod względem liczby ludności, natomiast pod względem powierzchni na miejscu 341.).